# Régiment Royal-Hesse-Darmstadt
Le régiment Royal-Hesse-Darmstadt est un régiment d’infanterie du royaume de France créé en 1709.

## Création et différentes dénominations
- 1er janvier 1709 : formation du régiment Royal-Bavière à partir de six compagnies du régiment d’Alsace et deux des Gardes de l'électeur de Bavière[1].
- février 1715 : il est renforcé par incorporation de la compagnie appartenant à François-Antoine (Franz Anton) Reding du régiment allemand de Reding qui vient d'être réformé[2]
- 18 janvier 1760 : il est renforcé par incorporation du régiment de La Dauphine
- 15 avril 1780 : il est renommé régiment Royal-Hesse-Darmstadt
- 1er janvier 1791 : il est renommé 94e régiment d'infanterie de ligne
- 26 mars 1794 : le 2e bataillon est amalgamé dans la 172e demi-brigade de première formation
- 31 décembre 1794 : le 1er bataillon est amalgamé dans la 171e demi-brigade de première formation

## Équipement

### Drapeaux
16 drapeaux dont un blanc Colonel, et une Vierge peinte au milieu de la croix blanche, et 15 d’ordonnance, « bleux & croix blanches ſemées de fleurs de lys d’or, avec une bordure autour de chaque drapeau à carreaux bleux & blancs ».

Drapeaux d’ordonnance
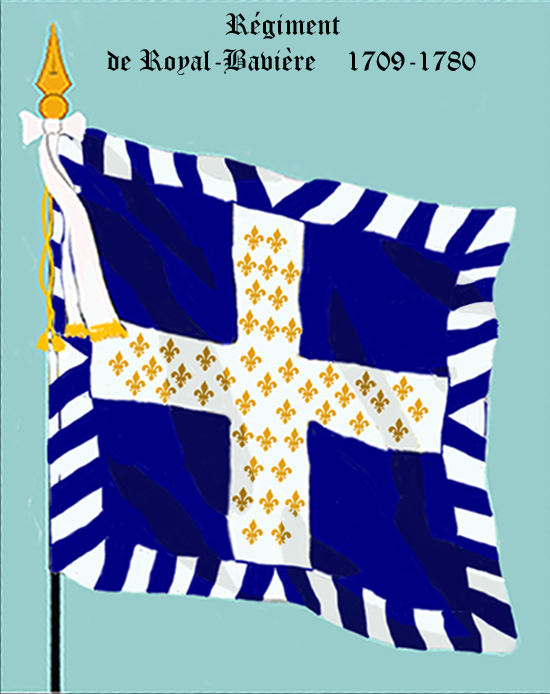
régiment Royal-Bavière de 1709 à 1780
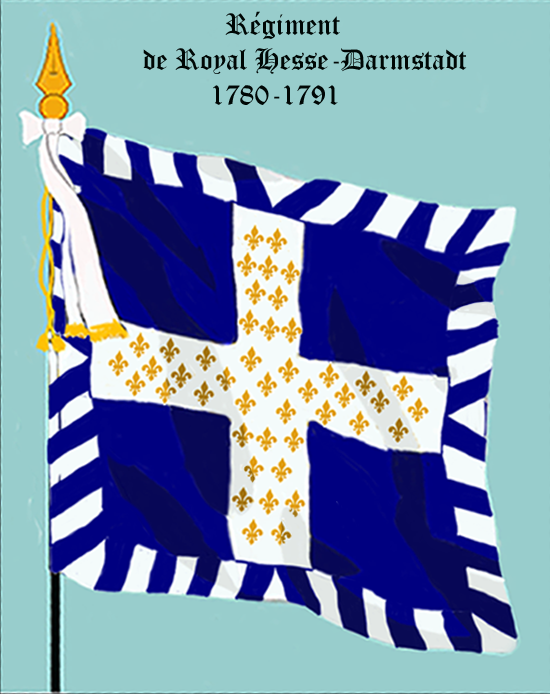
régiment Royal-Hesse-Darmstadt de 1780 à 1791

### Habillement

Uniformes du régiment Royal-Bavière
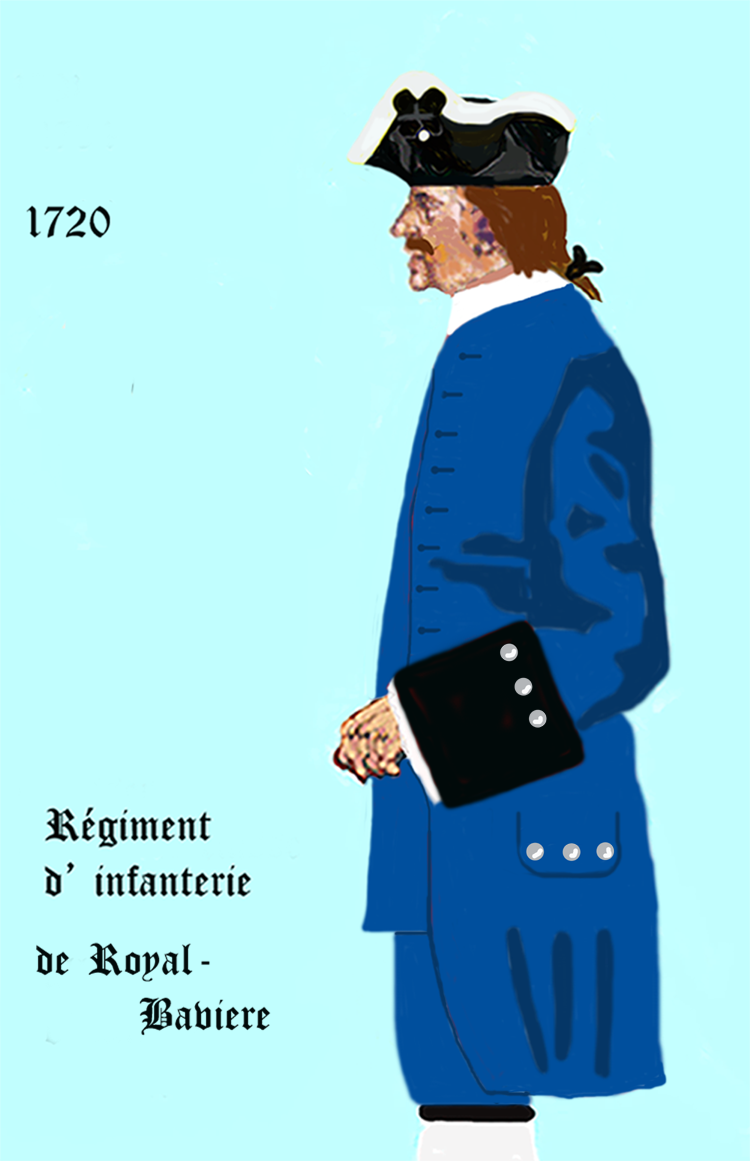
de 1720 à 1734
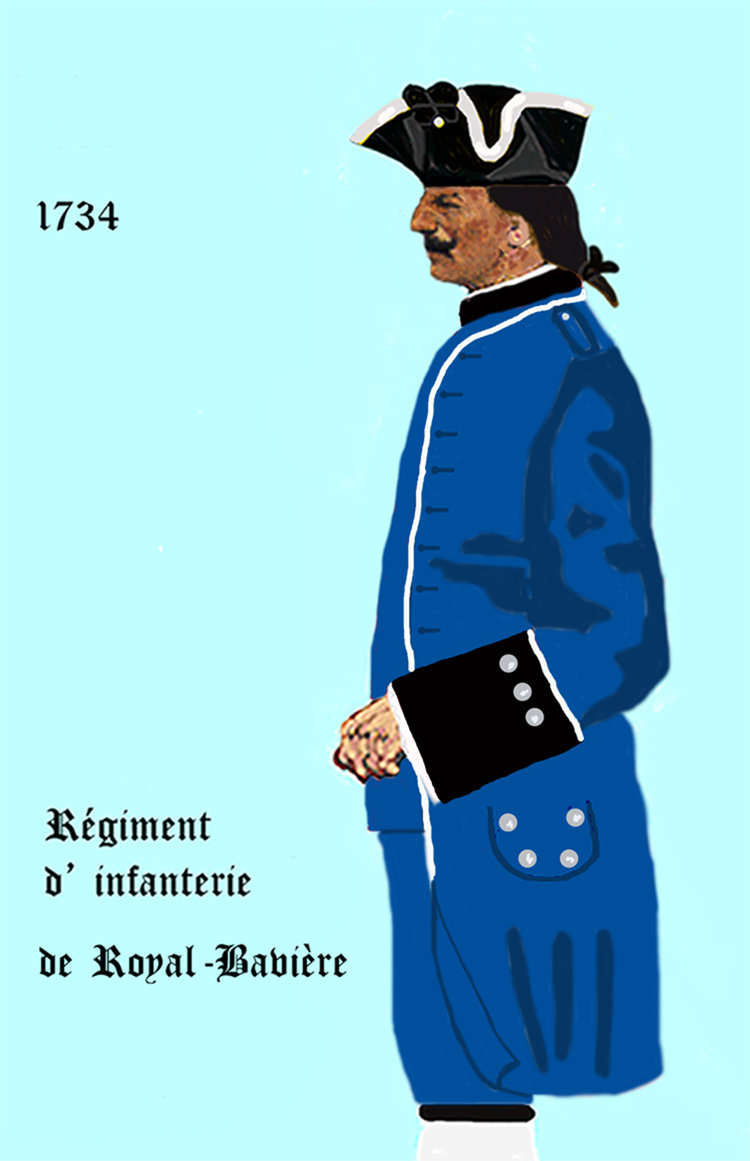
de 1734 à 1740
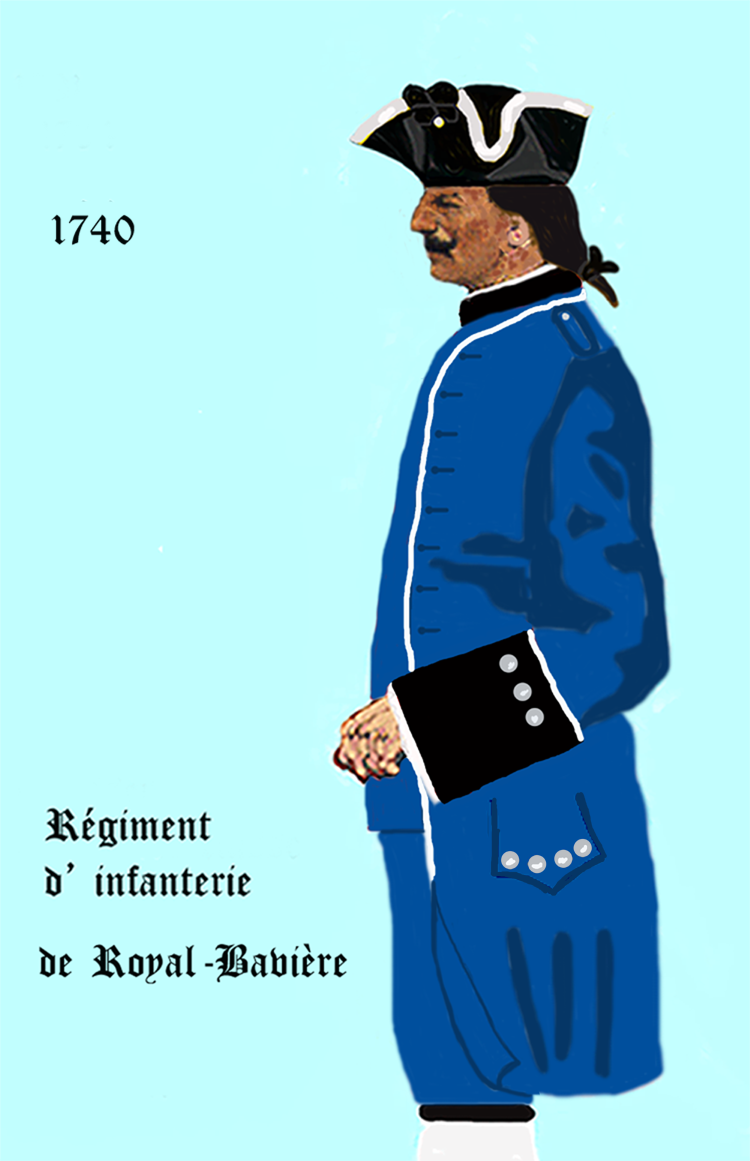
de 1740 à 1757
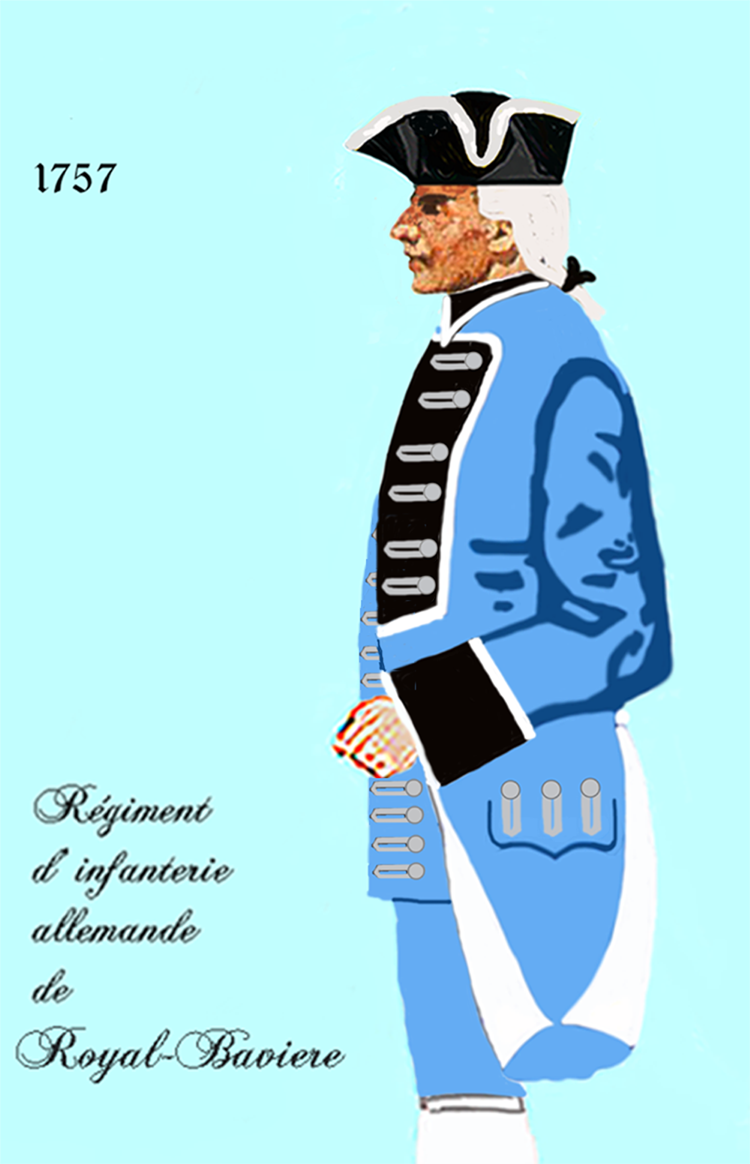
de 1757 à 1762
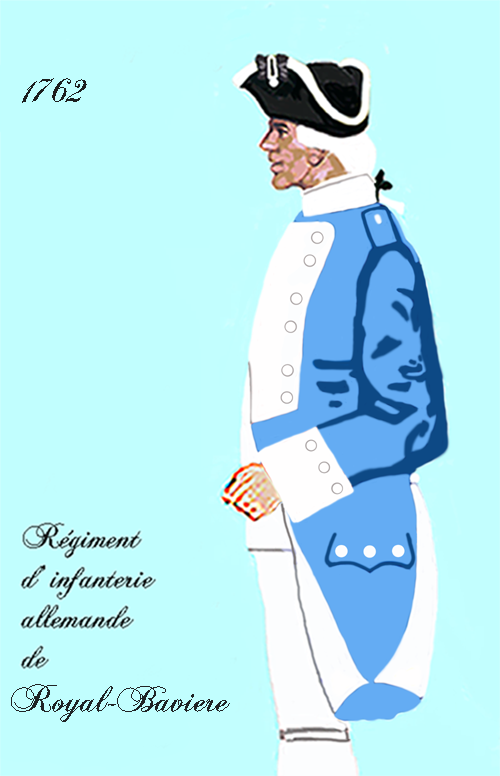
de 1762 à 1776

Uniformes
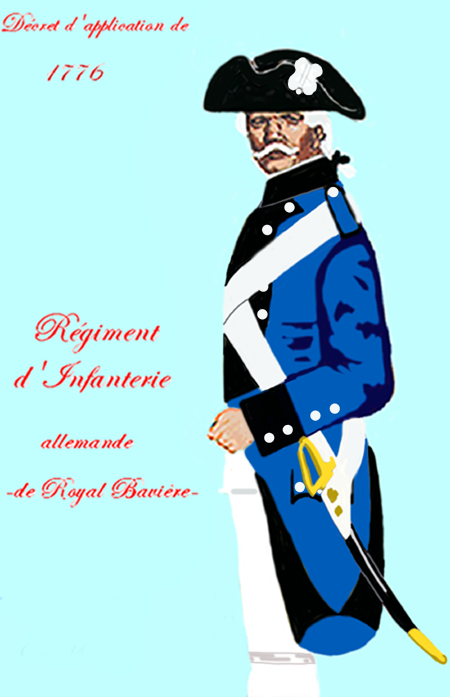
de 1776 à 1786
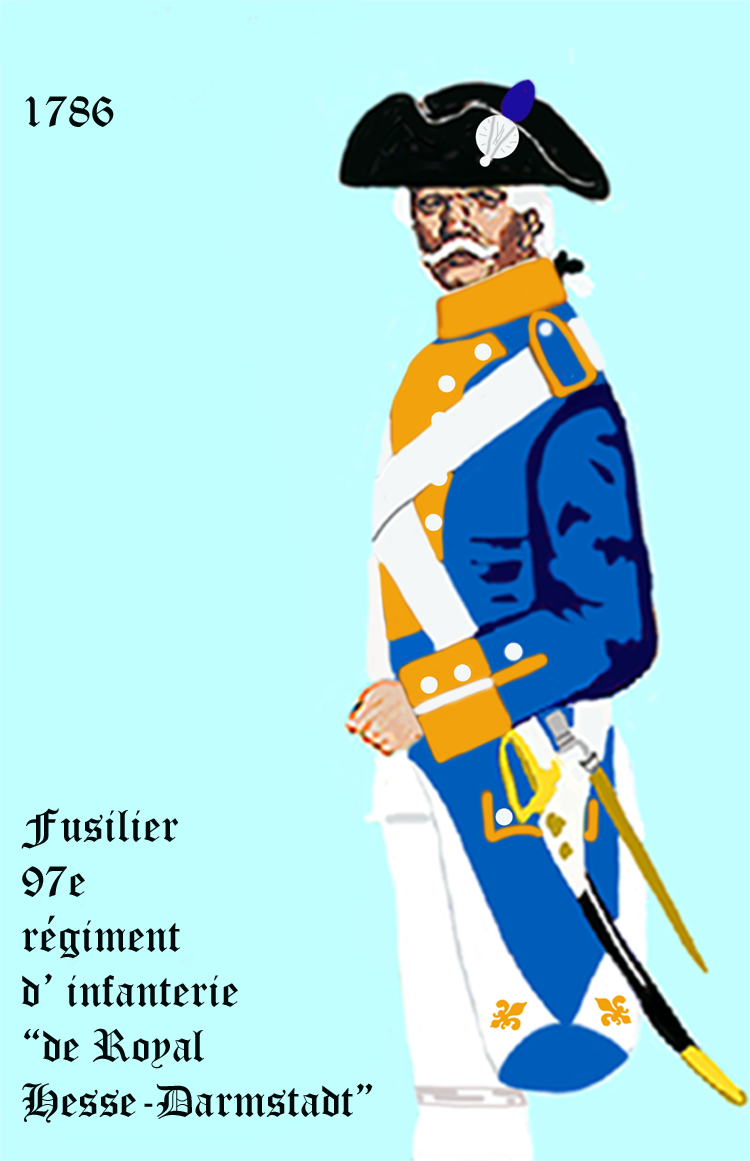
fusilier du régiment Royal-Hesse-Darmstadt de 1786 à 1791
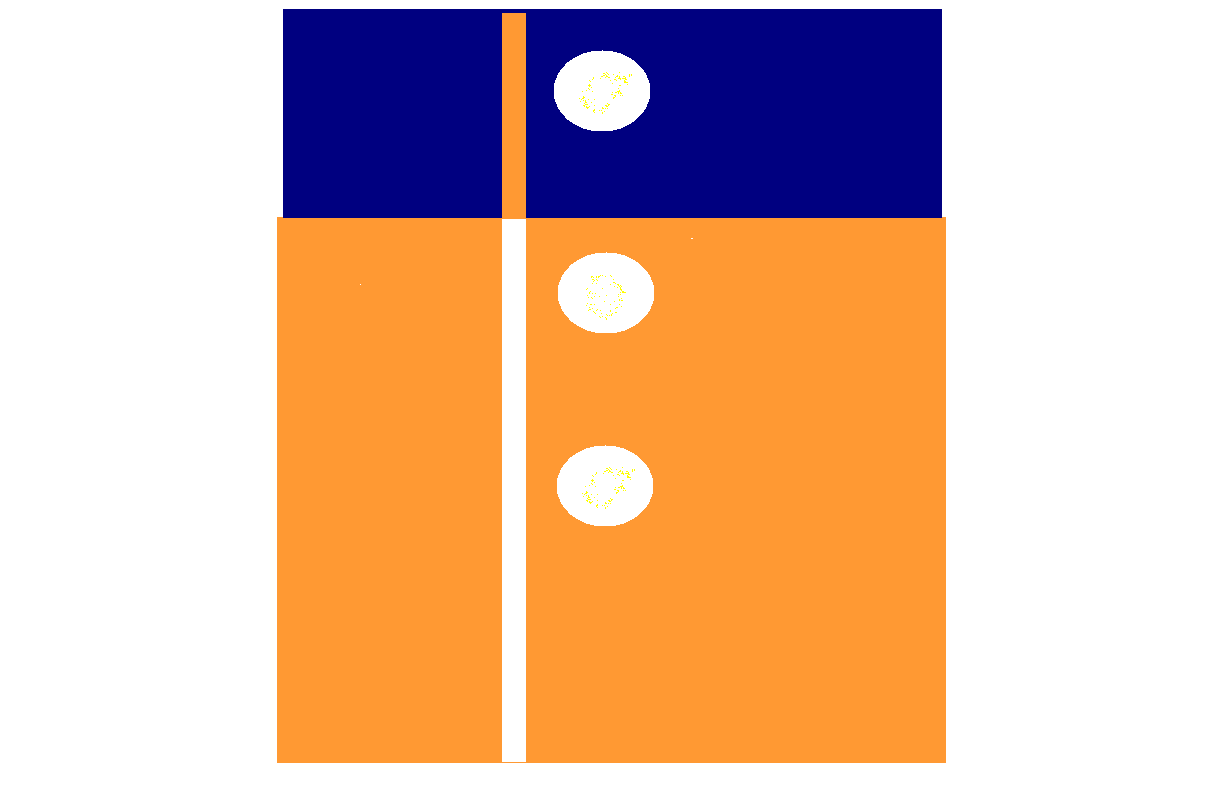
régiment Royal-Hesse-Darmstadt de 1786 à 1791, manchette
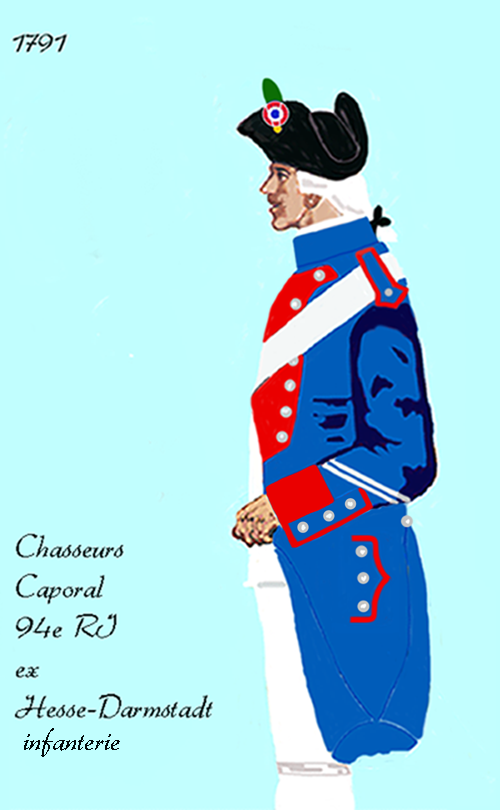
chasseur du 94e régiment d’infanterie de ligne de 1791 à 1794

## Historique

### Colonels et mestres de camp
- 1er janvier 1709 : Maximilien Emmanuel François Joseph, comte de Bavière (fils de Maximilien Emmanuel de Bavière), brigadier le 1er février 1719, maréchal de camp le 20 février 1734, lieutenant-général le 1er mars 1738, † 2 juillet 1747
- 25 mars 1748 : Charles, comte d’Heilfemberg
- 15 août 1760 : Adam, comte de Loewenhaupt
- 1762 : Georges Michel Vietinghoff
- 25 juin 1775 : Charles, comte de Daun
- 15 avril 1780 : Louis IX, landgrave de Hesse-Darmstadt, † 6 avril 1790
- 14 mars 1782 : Frédéric Louis, prince de Hesse-Darmstadt
- 21 octobre 1791 : Jacques d’Alençon
- 23 novembre 1791 : Frédéric Charles de Haack
- 20 décembre 1791 : Nicolas de Roques
- 16 mai 1792 : André Hamilton

### Campagnes et batailles
- 1709 : combats sur la Lauter et la Sarre[4] ;
- 1713 : siège de Landau et de Fribourg[1] ;
- 1733 : siège de Kehl[1] ;
- 1734 : siège de Philippsbourg[1];
- 1741-1742 : siège de Prague[5] ;
- 1742-1743 : siège d'Egra[6];
- 1744 : combat de Wissembourg et siège de Fribourg[7];
- 1745 : bataille de Pfaffenhofen[8] ;
- 1745 : siège de Gênes[9] ;
- 1748 : combat de Voltri[10] ;
- 1748-1753 : conquête de la Corse[11] ;
- 1754-1755 : en garnison à Arras ;
- 1757 : bataille de Hastenbeck[12] ;
- 1758 : bataille de Lutzelberg[12] ;
- 1759 : batailles de Bergen et de Minden[13] ;
- 1760 : bataille d'Emsdorf[14] ;
- 1781-1783 : garnison aux Antilles[15].
- 1792 et 1793 : le 94e régiment d’infanterie de ligne fait les campagnes de l’armée du Nord
- 1794 et 1795 : campagnes de l’armée de l’Ouest.

### Quartiers
- Fort-Louis du Rhin[3]